# Leo Falcam
Leo Amy Falcam (Pohnpei, Micronesia, 20 de noviembre de 1935 - 12 de febrero de 2018) fue un político micronesio que fue presidente de su país entre el 11 de mayo de 1999 y el 11 de mayo de 2003.

## Biografía
Nació en Pohnpei. Fue gobernador de Pohnpei de 1979 a 1983 y vicepresidente de Micronesia de 1997 a 1999. Luego, por cinco años, fue presidente de Estados Federados de Micronesia desde el 11 de mayo de 1999 al 11 de mayo del 2003. En marzo del 2003 perdió su asiento en el parlamento en las elecciones, denegándosele una oportunidad para un segundo período.